# Tetragonia nigrescens
Tetragonia nigrescens là một loài thực vật có hoa trong họ Phiên hạnh. Loài này được Eckl. & Zeyh. miêu tả khoa học đầu tiên năm 1837.